# Horsham (Australie)
Pour les articles homonymes, voir Horsham (homonymie).
Horsham est une ville de l'ouest de l'État de Victoria en Australie sur la rivière Wimmera (souvent à sec malgré le barrage en aval de la ville) à l'intersection des routes reliant Melbourne à Adelaide et Portland à Mildura.La ville est à 300 kilomètres de Melbourne, 425 d'Adelaide, 190 de Ballarat et 313 de Mildura. Elle compte 20 429 habitants en 2021.
L'économie de la région est basée sur la laine et la viande.
La gare de Horsham est située sur la voie de chemin de fer reliant Melbourne à Adélaide et la ville voit passer de longs convois de trains de marchandises reliant les deux villes. Le train rapide, "The Overland" qui relie les deux capitales s'arrête trois fois par semaine dans chaque sens à Horsham.

## Climat

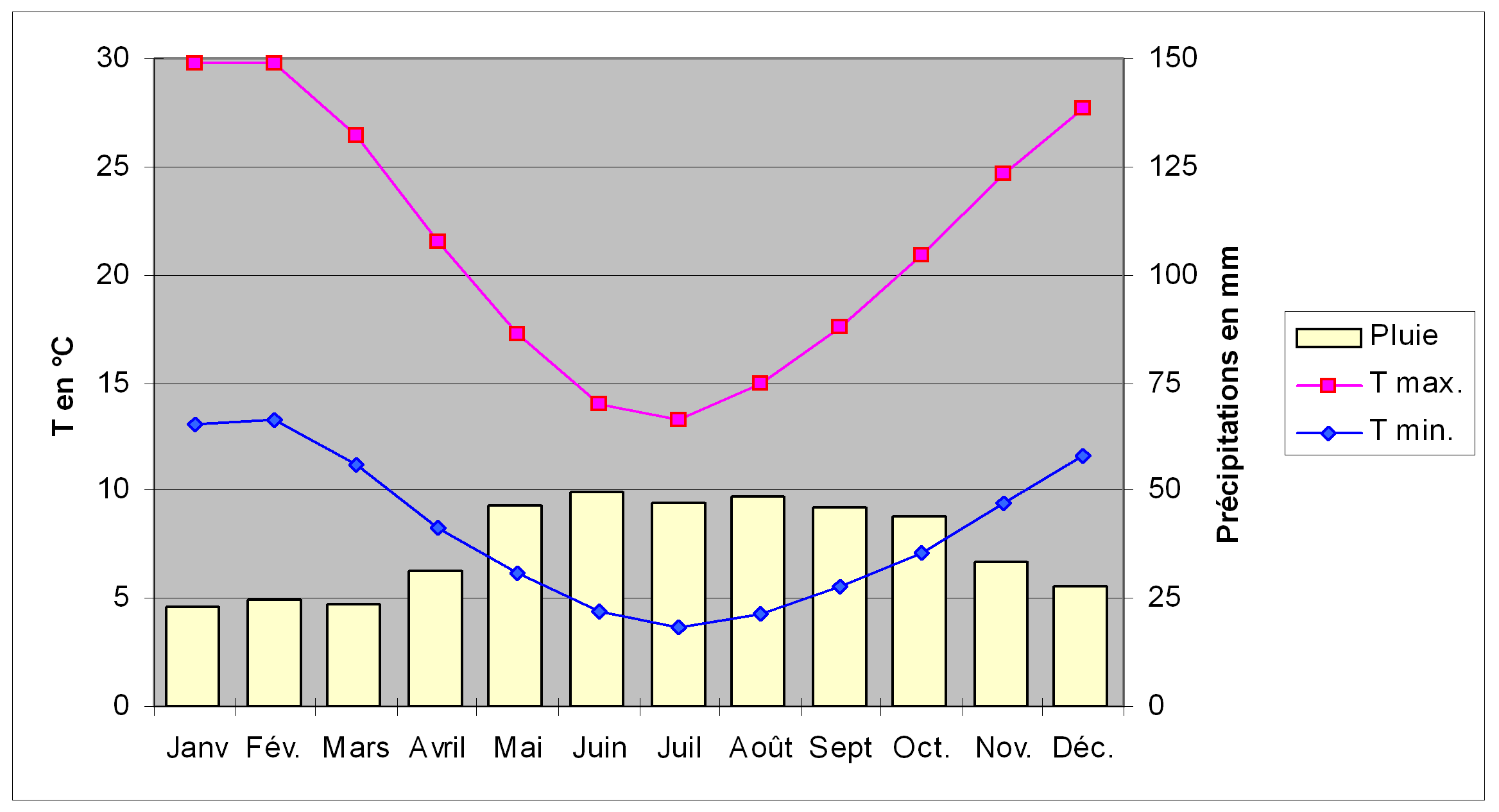
Thermométrie et pluviométrie à Horsham, Source : Bureau of Meteorology